# 27 км (зупинний пункт, Полтавська дирекція Південної залізниці)
27 км — пасажирський зупинний пункт Полтавської дирекції Південної залізниці на неелектрифікованій лінії Ніжин — Прилуки між станціями Лосинівка (6  км) та Галка (18  км). Розташований поблизу сіл Чистий Колодязь та Перемога Ніжинського району Чернігівської області.

## Історія
Точна дата відкриття зупинного пункту не встановлена, проте вважається, що це відбулося між 1962 та 1987 роками.

## Пасажирське сполучення
На Платформі 27 км зупиняються приміські дизель-поїзди сполученням Ніжин — Гребінка.